# Municipi de Kula
|  | Per a altres significats, vegeu «Kula (Turquia)». |

Kula - Община Кула (búlgar) - és un municipi búlgar pertanyent a la província de Vidin, amb capital a la ciutat de Kula. Està situat a la plana del Danubi, a 10 km al sud-oest del Danubi, i fa frontera amb Sèrbia a l'oest. El municipi abraça un territori de 291 km² amb una població que el desembre de 2009 era de 4.958 habitants, i que l'any 2011 tenia 4.717 habitants.

El municipi es compon de les següents localitats:
| Localitat      | Ciríl·lic     | Població (desembre de 2009) |
| -------------- | ------------- | --------------------------- |
| Kula           | Кула          | 3,287                       |
| Chichil        | Чичил         | 82                          |
| Golemanovo     | Големаново    | 136                         |
| Izvor Mahala   | Извор махала  | 107                         |
| Kosta Perchevo | Коста Перчево | 128                         |
| Poletkovtsi    | Полетковци    | 62                          |
| Staropatitsa   | Старопатица   | 387                         |
| Topolovets     | Тополовец     | 378                         |
| Tsar-Petrovo   | Цар-Петрово   | 391                         |
| Total          |               | 4,958                       |